# Lieja-Bastoña-Lieja 1912
La Lieja-Bastogne-Lieja 1912 fue la 7.ª edición de la clásica ciclista Lieja-Bastoña-Lieja. La carrera se disputó el domingo 15 de septiembre de 1912, sobre un recorrido de 257 km. El vencedor final fue el belga Omer Verschoore, que se impuso al esprint al también belgas Jacques Coomans. André Blaise finalizó en tercera posición, a dos minutos y medio del vencedor.

## Clasificación final
| Posición | Ciclista        | Equipo  | Tiempo   |
| -------- | --------------- | ------- | -------- |
| 1        | Omer Verschoore | -       | 8h35'00" |
| 2        | Jacques Coomans | Thomann | s.t.     |
| 3        | André Blaise    | -       | a 2'30"  |
| 4        | François Dubois | -       | a 8'00"  |
| 5        | Victor Fastre   | -       | a 10'00" |
| 6        | Louis Mottiat   | Thomann | s.t.     |
| 7        | Auguste Lambot  | -       | a 12'00" |
| 8        | Achille Depauw  | -       | a 16'00" |
| 9        | Louis Petitjean | -       | a 19'00" |
| 10       | Maurice Kreutz  | -       | a 45'00" |